# Olympische Sommerspiele 1924/Teilnehmer (Ecuador)
| Gelbes Symbol für Goldmedaillen mit stilisierten Olympischen Ringen | Graues Symbol für Silbermedaillen mit stilisierten Olympischen Ringen | Braundes Symbol für Bronzemedaillen mit stilisierten Olympischen Ringen |
| ------------------------------------------------------------------- | --------------------------------------------------------------------- | ----------------------------------------------------------------------- |
| —                                                                   | —                                                                     | —                                                                       |

Ecuador nahm an den Olympischen Sommerspielen 1924 in Paris, Frankreich, mit einer Delegation von  drei Leichtathleten (allesamt Männer) teil. Es war die erste Teilnahme für Ecuador.

## Teilnehmer nach Sportarten

### Leichtathletik
- Alberto Jurado
100 Meter: Vorläufe
Weitsprung: 29. Platz

- Alberto Jarrín
10.000 Meter: ??

- Belisario Villacís
Marathon: ??